# Lucy Grantham
Lucy Grantham también conocida como Lucy Grunther (Brooklyn, Nueva York, 13 de octubre de 1951) es una ex actriz estadounidense mayormente conocida por su papel de Phyllis Stone en la película de Wes Craven de 1972, La última casa a la izquierda, la única película en la que acreditó su nombre.

## Biografía y trayectoria
Grantham nació en la ciudad de Brooklyn y vivió ahí durante varios años. Su nombre apareció solamente en la película La última casa a la izquierda en 1972. Más tarde apareció en It's Only a Movie: The Making of Last House on the Left, un vídeo documental de los treinta años de la película en la que había interpretado.
En el documental "Celluloid Crime of the Century", el actor Fred Lincoln afirmó que ella provenía de películas pornográficas y estaba haciendo todo eso para vengarse de su padre.[cita requerida]
Grantham reveló en una entrevista que en una escena de La última casa a la izquierda, en la que su personaje se vio obligado a orinar, no era una bolsa con líquido, fue ella misma quien se orinaba a sí misma, a pesar del hecho de que en el libro de David A. Szulkin, en la realización de la película se observa que una esponja de maquillaje húmeda oculta en sus pantalones vaqueros.[cita requerida]

## Filmografía
- La última casa a la izquierda ... Phyllis Stone (1972) de Wes Craven.
- Loops ... Ella misma (1973) (película documental)
- It's Only a Movie: The Making of Last House on the Left ... Ella misma (2002) (video documental)